# R36 (België)
De R36 of de Kleine Ring van Kortrijk (Frans: petite ceinture) is een ringweg ongeveer in de vorm van een vijfhoek, die de historische binnenstad van Kortrijk omsluit. De Kleine Ring speelt een centrale rol in het Kortrijkse autoverkeer.

## Geschiedenis
De Kleine Ring volgt grotendeels het verloop van de tweede middeleeuwse omwalling van Kortrijk, die aangelegd werd in 1413. Zoals in de meeste Europese steden werden deze wallen eind 19e eeuw afgebroken en door grote boulevards vervangen. In Kortrijk gebeurde dit onder impuls van burgemeester Auguste Reynaert die een ceinture de boulevards rond de oude binnenstad wilde aanleggen om deze te ontlasten van het toenemende verkeer. Het volledige plan van burgemeester Reynaert werd echter nooit uitgevoerd. Ook zijn bepaalde lanen die tot de oorspronkelijke ceinture behoorden nu niet meer deel van de R36 (o.a. Minister Vanden Peereboomlaan, Graaf De Smet De Nayerlaan, Elisabethlaan).
In de 20e eeuw werden veel aanpassingen gepleegd om het steeds toenemende autoverkeer te verwerken. In de jaren 1970 werd de Romeinselaan dwars door het oude stadsweefsel van de Sint-Janswijk getrokken. Bovendien werd aan de noordzijde van de R36 een belangrijk deel van het Koningin Astridpark opgeofferd om het tracé hier te verbreden tot een laan met 2 x 2 rijvakken.
In 2007 werd het westelijke tracé wat verlegd om de Beheerstraat en Noordstraat te ontlasten. De R36 volgt hier nu de nieuw aangelegde Burgemeester Lambrechtlaan en steekt de Leie over via de nieuwe Ronde van Vlaanderenbrug (deze maakt deel uit van de Leiewerken). Op het drukke kruispunt Appel werd een zogenaamde kluifrotonde in gebruik genomen om het verkeer uit de diverse straten op te kunnen vangen. Eind 2019 startten de werken om de kluifrotonde opnieuw weg te nemen en te vervangen door een tunnel. Deze moet de files sterk terugdringen en moet ook de toegang vormen naar de nieuwe ondergrondse parking van het station Kortrijk. De ruimte boven de parking en de tunnel zal als nieuw autoluw plein aangelegd worden. 

## Verkeersfunctie
In veel steden zijn de belangrijkste verkeerswegen voornamelijk uitvalswegen (of invalswegen) (radiale verbindingen van het centrum naar buiten) en ringwegen, die om het centrum heen lopen. De Kortrijkse agglomeratie heeft twee ringwegen:
- de Grote Ring (R8), die ongeveer rond de hele kernstad van Kortrijk loopt;
- de Kleine Ring (R36).

Tussen beide ringwegen bevinden zich verschillende invalswegen die de binnenstad verbinden met de omliggende wijken en gemeentes.
Deze wegen dragen een groot deel van het Kortrijkse autoverkeer en spelen een centrale rol op kaarten en verkeersborden in de Kortrijkse agglomeratie. Het parkeerbedrijf Parko tekende verschillende routes uit die gebaseerd zijn op de kleine ring en de invalswegen.

## Straatnamen
De R36 heeft de volgende straatnamen, in volgorde van de kilometerpalen:
- Minister Tacklaan
- Wandelweg
- Zwevegemsestraat
- Veemarkt
- Twaalfapostelenstraat
- Romeinselaan
- Plein
- Gentsestraat
- Minister Liebaertlaan
- Burgemeester Vercruysselaan
- Brugsestraat
- Meensestraat
- Meensesteenweg
- Burgemeester Lambrechtlaan
- Zandstraat